# أحوال سرج (ذي السفال)

تعديل مصدري - تعديل

أحوال سرج محلة تابعة لقرية لبا، التابعة لعزلة الاشراف بمديرية ذي السفال إحدى مديريات محافظة إب في الجمهورية اليمنية، بلغ تعداد سكانها 63 حسب تعداد اليمن لعام 2004.